# Ваприо Д’Агоња
Ваприо Д’Агоња (итал. Vaprio D'Agogna) је насеље у Италији у округу Новара, региону Пијемонт.
Према процени из 2011. у насељу је живело 901 становника. Насеље се налази на надморској висини од 234 м.

## Становништво
| 1931. | 1936. | 1951. | 1961. | 1971. | 1981. | 1991. | 2001. | 2011. |
| ----- | ----- | ----- | ----- | ----- | ----- | ----- | ----- | ----- |
| 1.325 | 1.276 | 1.177 | 1.020 | 1.019 | 948   | 920   | 950   | 1.015 |